# Innerste
De Innerste is een 99,7 km lange zijrivier van de Leine in Noord-Duitsland.
De bron van de Innerste, 605 meter boven zeeniveau, bevindt zich bij Clausthal-Zellerfeld in de Harz. De rivier stroomt door de deelstaat Nedersaksen en passeert daarbij de steden Langelsheim, Salzgitter, Hildesheim en Sarstedt. In de gemeente Sarstedt mondt de rivier op 58 m boven zeeniveau uit in de Leine. Deze mondt uit in de Aller, die op zijn beurt uitmondt in de Weser.
Een niet onbelangrijke zijrivier van links is de circa 43 km lange Nette, die nabij Holle (Hildesheim) in de Innerste uitmondt.
Te Hildesheim is een gedeelte van de rivier afgesplitst als parcours voor wildwatervaren.
Op de Innerste zelf, en op de 12 km lange zijbeek Grane liggen stuwdammen met bijbehorende stuwmeren, die vooral dienen voor de drinkwater- en elektriciteitsvoorziening in de regio, en in mindere mate voor de waterregulatie.

## Etymologie
De naam Innerste betekent niet binnenste en is grammaticaal ook geen superlatief, maar komt al voor als Indrista (1013) of Inste(r) (18e-19e eeuw). Mogelijk is de naam afgeleid van een Proto-Indo-Europese wortel *oid met als vermoedelijke betekenis: gezwollen, sterk stromend.

## Afbeeldingen

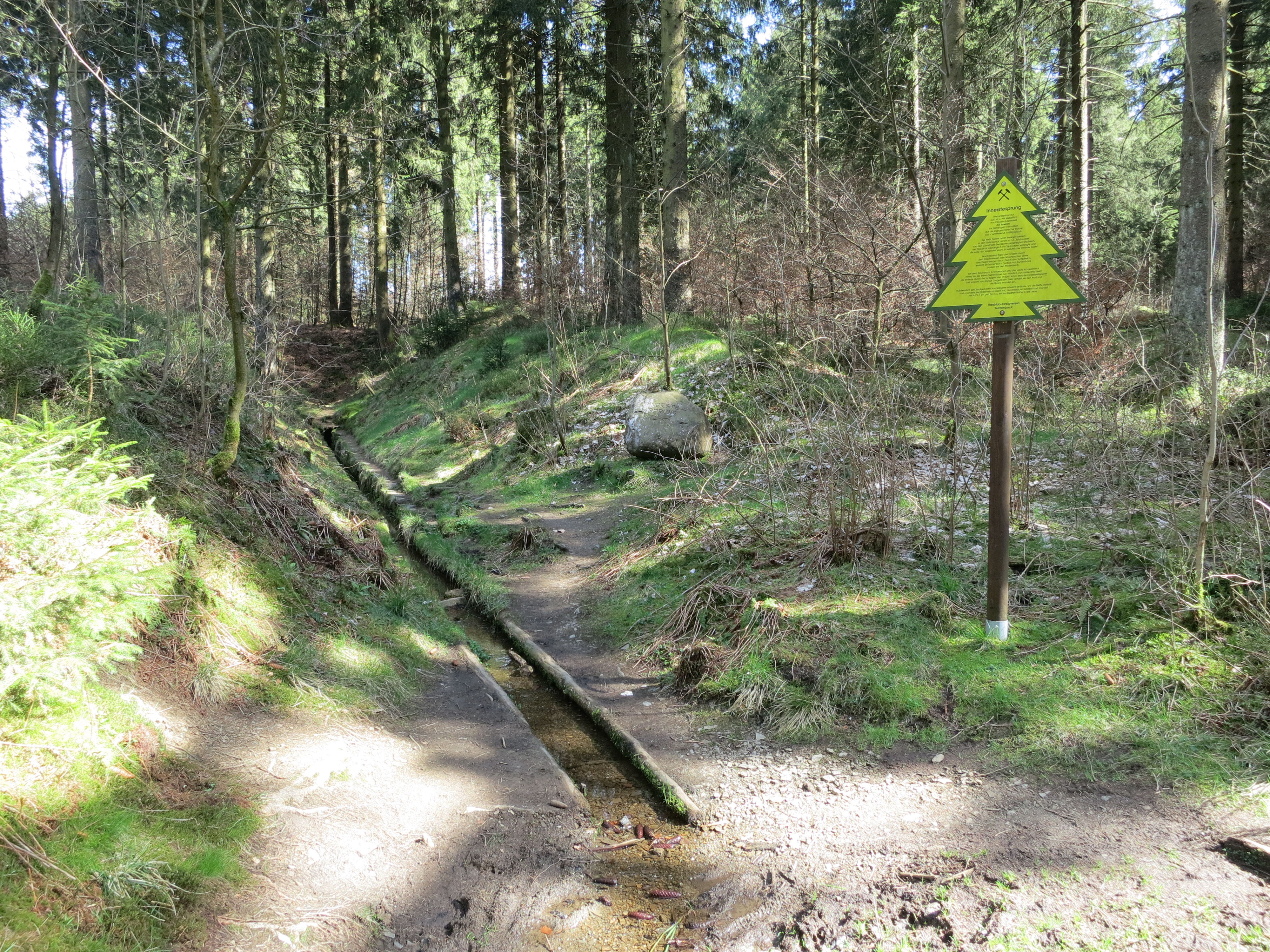
Bron van de Innerste in de Harz
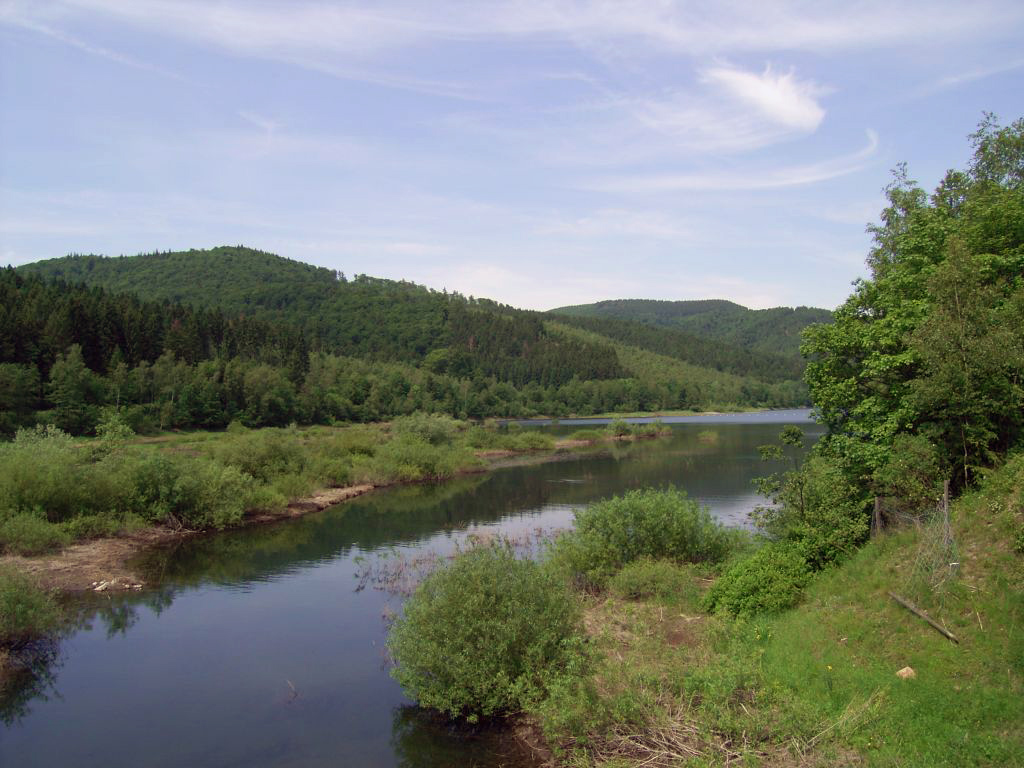
De Innerste bij de Innerste-Talsperre
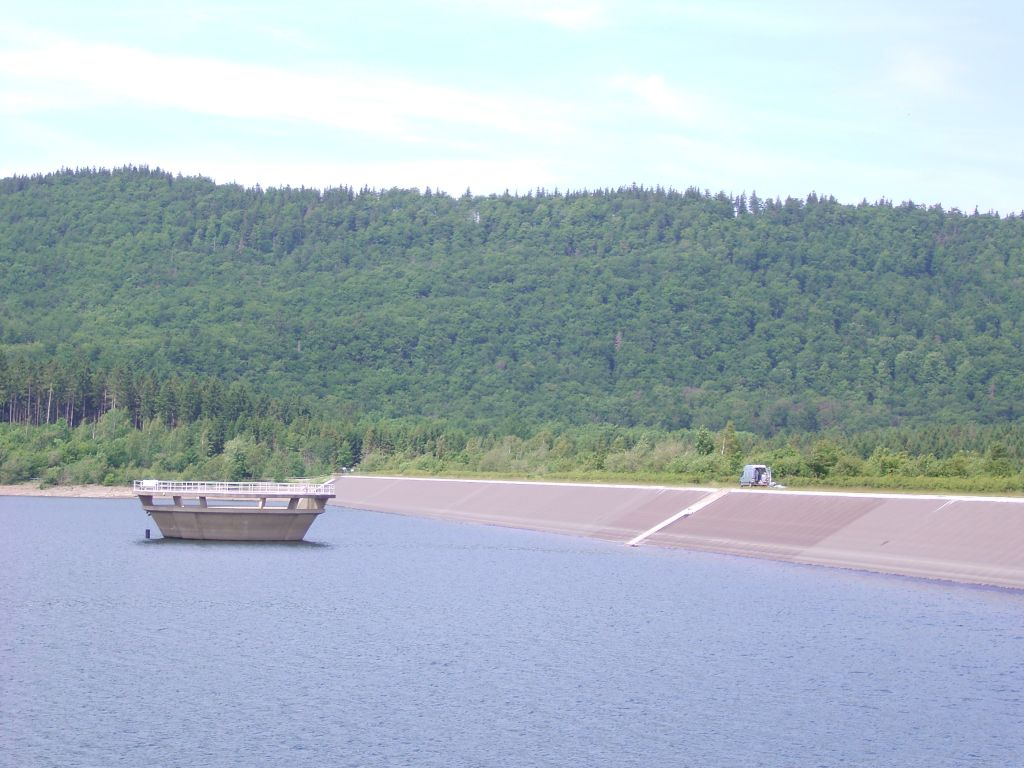
Stuwdam van dit stuwmeer
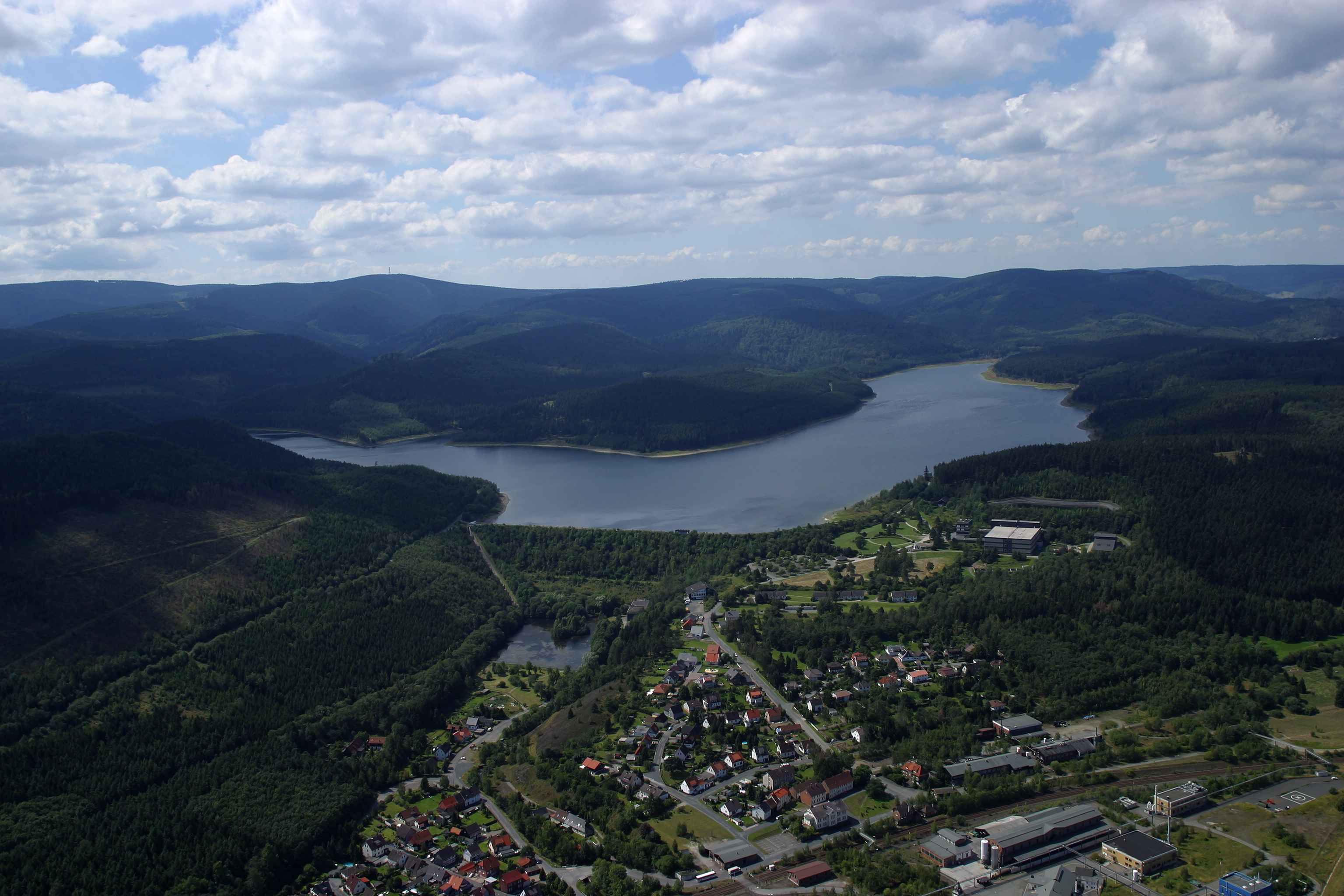
De Granetalsperre. Op de voorgrond het oude mijnwerkersdorp Herzog Juliushütte, gem. Langelsheim, en de stuwdam
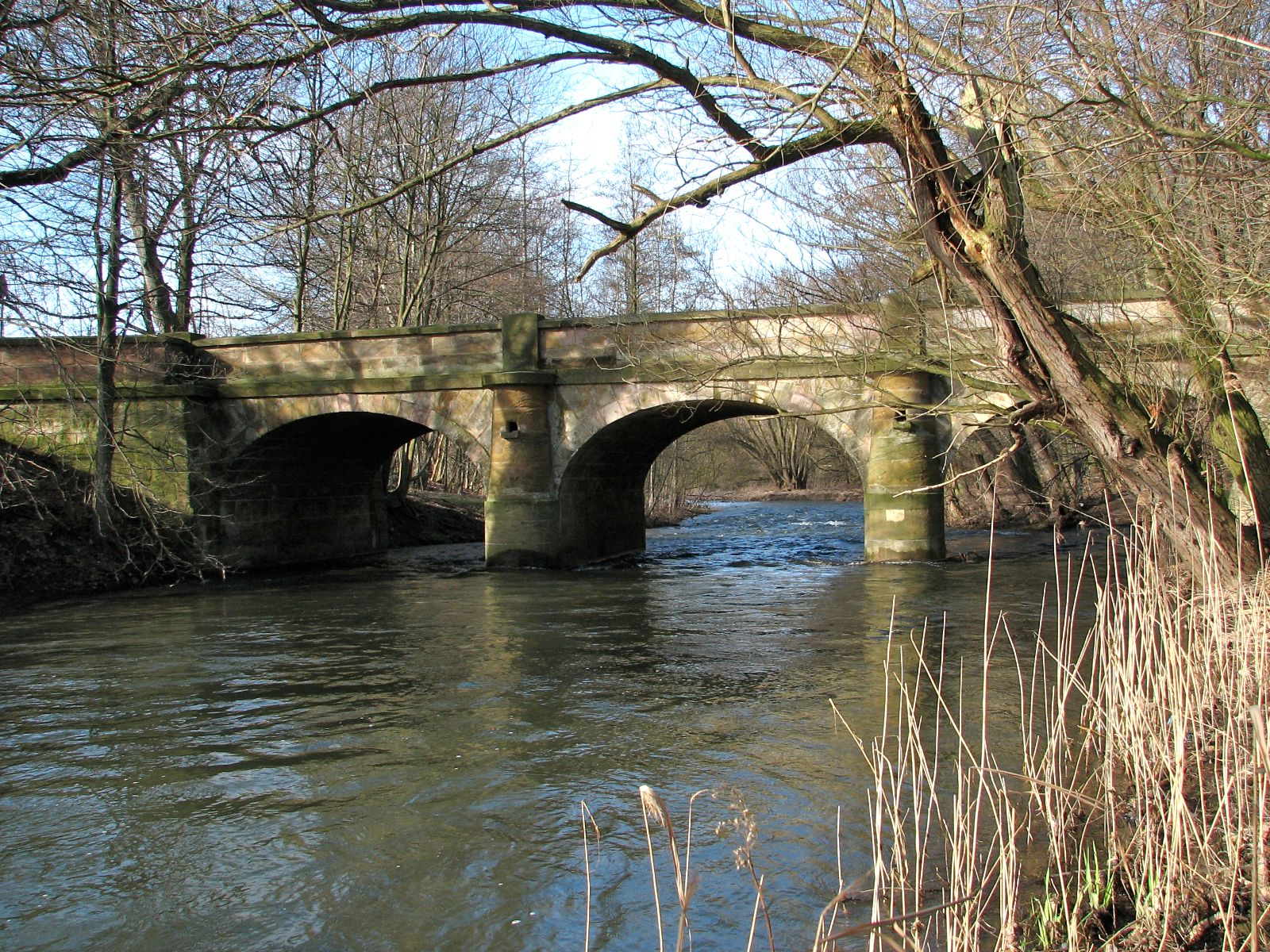
Brug (Franzosenbrücke) over de Innerste bij het stadsdeel Hohenrode van Salzgitter
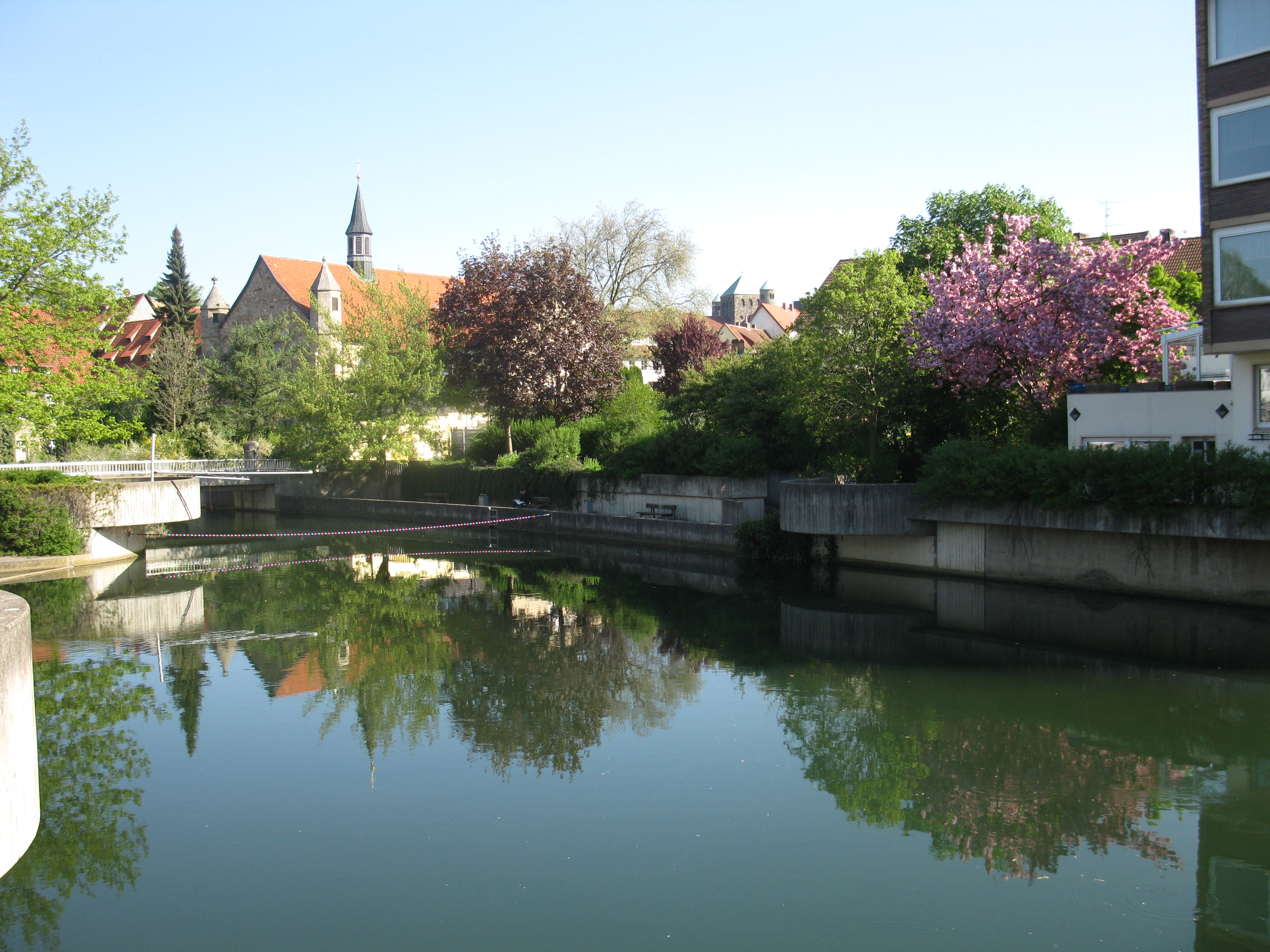
De Innerste te Hildesheim
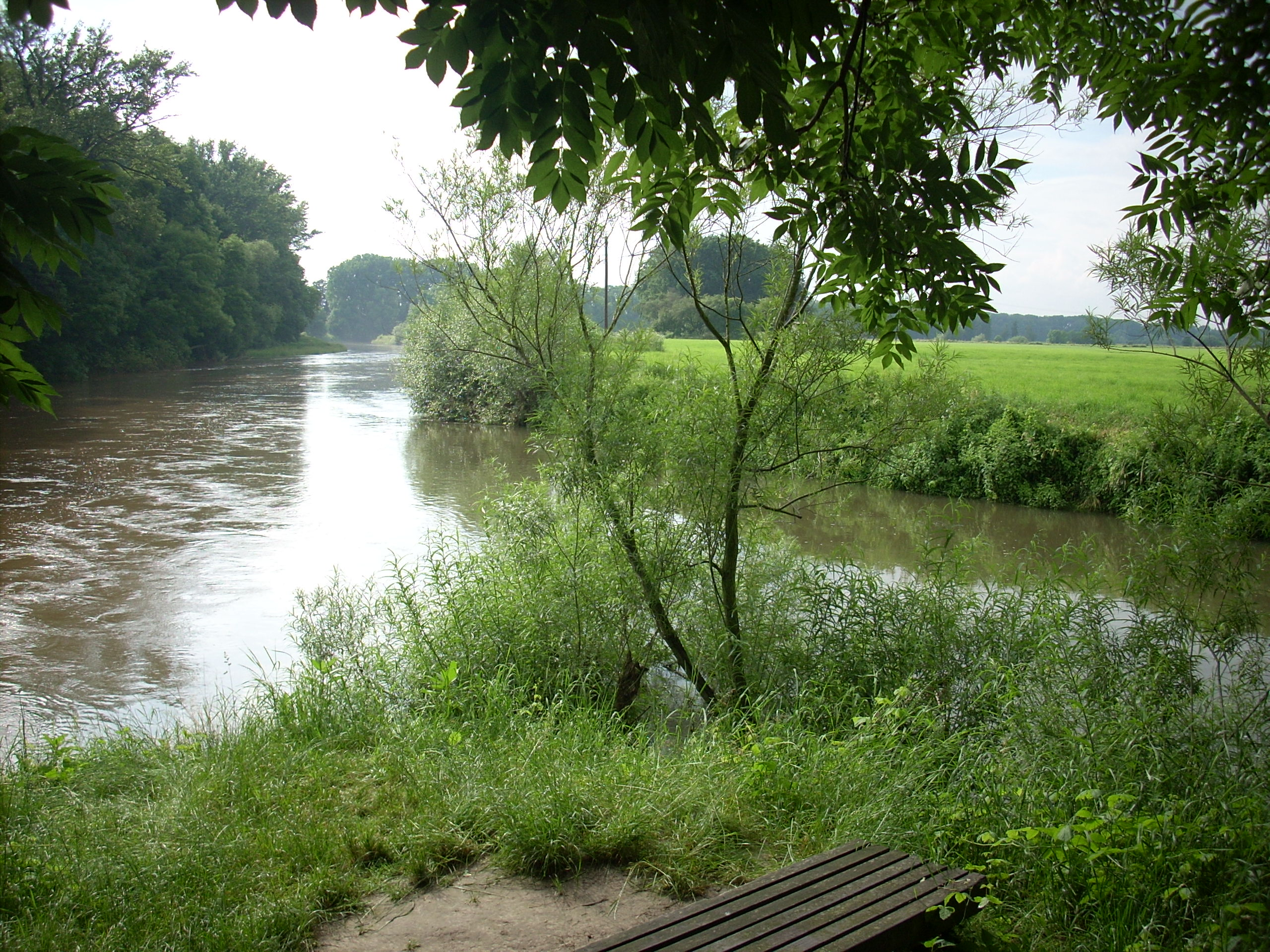
Monding van de Innerste in de Leine bij Ruthe, gemeente Sarstedt

- Gemeinsame Normdatei: 4109235-1
- Virtual International Authority File: 241476917